# Авагян, Арсен Днепрович
Арсе́н Дне́прович Авагя́н (арм. Արսեն Ավագյան, 10 марта 1961, Ереван) — депутат парламента Армении.
- 1976—1979 — Абовянское техническое училище № 7.
- 2002—2007 — юридический факультет Армянского открытого университета. Юрист.
- 1980—1982 — служил в советской армии.
- 1982—1990 — работал в системе общественного питания в Абовяне и Ереванском Спандаряном районе.
- 1990—1993 — работал в кооперативе «Астафян».
- С 5 января 2007 — избран председателем ЗАО «Астафян».
- 12 мая 2007 — избран депутатом парламента. Член постоянной комиссии по защите прав человека и общественным вопросам. Член партии «Процветающая Армения».